# テインダン
テインダン（Maung Thein Dan、モンティンダン、マウンテインダン、1984年 - ）は、ミャンマーの最大都市ヤンゴン出身の映像作家。6歳の時、単身赴任中の父親が暮らす日本に家族と共に移住。日本の永住権を持つ。

## 来歴

### 幼少期～学生時代
ミャンマーの最大都市ヤンゴンで生まれ、幼少期を過ごす。6歳の時、単身赴任中の父親が暮らす日本に家族と共に移住した。中学一年生の時、東京の子役養成学校に通い始め、役者を志す。高校卒業後は日本映画学校（現・日本映画大学）に入学。卒業作品『エイン』は学校長賞を獲得した他、『アジアフォーカス福岡映画祭 2006』・『第6回 伊参 スタジオ映画祭』で上映された。

### 日本映画学校卒業後
卒業後は、映画の助監督や芸能プロダクションのマネージャーを務めた。2018年、ミャンマー出身の俳優・森崎ウィンが出演した日緬合作映画『My Country My Home』の制作に関わったのをきっかけに、ヤンゴンに会社を設立。日本とミャンマーを行き来しながら、映画や映像に関する仕事を行い始める。2020年には短編映画『めぐる』を完成させ、ミャンマーの映画祭などで賞を獲得した。

### ミャンマー軍事クーデター以降
2021年2月1日にミャンマーでクーデターが発生した際は、仕事のためヤンゴンに滞在中だった。その後、抗議活動に参加する市民を撮影を続けていたところ、当局の取り締まりの対象となり、4月17日、潜伏先のホテルに国軍・警察が押しかけ、逮捕された。同じ日に、日本人外交官らが住むコンドミニアムに当局が押し入った事案があったが、この時に捜索対象となっていたのはモンティンダンだった。
翌日に逮捕されたジャーナリストの北角裕樹が、5月に刑務所内で再会。その際、軍の施設で拷問を受け、虚偽の供述書にサインをさせられたと語ったという。
2022年3月31日、ヤンゴンで、懲役3年の実刑判決を言い渡された。

## 監督作品
- 『エイン』、2006年
- 『めぐる』、2020年